# هنري أغسطس بوردمان
هنري أغسطس بوردمان (بالإنجليزية: Henry Augustus Boardman)‏ هو رجل دين أمريكي، ولد في 9 يناير 1808 في تروي في الولايات المتحدة، وتوفي في 15 يونيو 1880 في فيلادلفيا في الولايات المتحدة.